# Ферганська долина

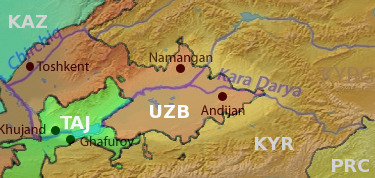
Ферганська долина (світла область) на політичній мапі

Ферга́нська доли́на або Ферганська улоговина (узб. Farg‘ona vodiysi, кирг. Фергана өрөөнү, тадж. водии Фарғона, рос. Ферганская долина, перс. دشت فرغانه) — регіон у Тянь-Шані у межах Узбекистану, Таджикистану і Киргизстану
За радянських часів тут були збудовані Великий Ферганський канал і водосховище. Внаслідок зрошення було розширено поля бавовнику, баштани з динями, плодові сади і виноградники.

## Історія
У Ферганській долині у верхів'ях річки Сирдар'я на Північному Шовковому шляху в давнину була держава Даюань. Існувала наприкінці IV—II століттях до н. е. та належала до елліністичних держав. Основним населенням були іраномовні племена. Вони торгували вином та ферганськими кіньми, що вважалися в Китаї неперевершеними скакунами. У 104—102 рр. до н. е. китайський імператор Лю Че з династії Хань намагався підкорити Даюань, бажаючи заволодіти цінними кіньми. На початку нашої ери згадки про Даюань зникають.
В результаті дворічних розкопок поруч з кишлаком Мін-Тепе співробітники Інституту археології Китайської академії суспільних наук (CASS) та Інституту археології Узбекистану 2017 р. відкрили у Ферганській долині стародавнє місто розміром з Монако (площею близько 2 квадратних кілометрів).

## Географія
- Площа 22 000 км²
- Довжина 300 км
- Ширина до 170 км

Міжгірська улоговина між системою хребтів Тянь-Шаня і Гіссаро-Алая. У плані Ферганська долина нагадує еліпс.
Ферганська долина майже замкнута гірськими хребтами: на північному заході — Курамінським та Чаткальським, на північному сході — Ферганським, на півдні — Туркестанським та Алайським. Тільки на заході є вузький прохід, зайнятий нині Кайраккумським водосховищем, що веде до меж Голодного степу. Висоти навколишніх хребтів досягають майже 6 тис. м (на початку річки Сох). Поверхня Ферганської долини в основному рівнинна, більша її частина є стародавньою терасою Сирдар'ї та великими конусами виносу річок, що стікають з Алайського хребта. Лише на південному сході підіймаються вапнякові рештки (Гуль-Майрам, Сулайман-Тоо та інші). Висота Ферганської долини коливається від 300—400 м на заході до 900—1000 м на сході. Для крайових частин характерні адири, складені конгломератами, перекриті лесами. У центральних та західних частинах долини зустрічаються піски із солончаками (Яз'яванський степ). По околицях Ферганської долини та в горах, що облямовують її, є родовища нафти, газу, вугілля, залізних, мідних, поліметалевих руд, ртуті, сурми, сірки, вапняку, будівельних пісків, кам'яної солі. Складна геолого-тектонічна обстава та активність тектонічних процесів обумовлює високу сейсмічність Ферганської долини.
Найбільшою річкою є Сирдарья, що утворюється злиттям Нарина та Карадар'ї біля Ферганської долини. Великі снігові поля та численні гірські льодовики (особливо в Алайському хребті) дають початок більшості річок, що зрошують долину (Ісфара, Сох). Для зрошення земель Ферганської долини створено розгалужену мережу каналів, що беруть води Сирдар'ї та її приток.

### Клімат
Середньомісячні температури липня варіюють від +23 °C на заході до +28 °C у центральних частинах долини, максимальні температури сягають +43 °C. Середні температури січня на заході −0,9 °C, на сході −2,5 °C. Зими відрізняються нестійкою погодою, мінімальні температури можуть опускатися до −25 °C, але в окремі зимові дні спостерігається тепла погода. Сніговий покрив нетривалий. У березні відбувається масове цвітіння вишні, сливи, аличі, персика, абрикосів. У березні-квітні можливі короткочасні заморозки, що різко знижує врожайність фруктових дерев. Річна кількість опадів близько 150 мм, у передгір'ях 250—300 мм. Особливою сухістю відрізняються західні частини Ферганської долини, що мають пустельний характер.

## Природа

### Флора
Ґрунтовий покрив представлений в основному сiроземами, що сформувалися на лесах і змінених внаслідок надлишкового внесення в ґрунт добрив при неправильній організації зрошення, що призвело до їх засолення, заболочування та ерозії. У західній частині долини в поясі гірської напівпустелі розвинені полиново-солянкові асоціації. У центральній частині долини лежить Яз'яванська та Каракалпакська степи, вкриті частково пісками та солончаками з напівпустельною та пустельною рослинністю. Наразі дві тисячі гектарів пустелі у Ферганській та Наманганській областях набули від уряду суверенного Узбекистану статусу пам'ятника природи.
У долині Сирдар'ї переважає піщано-тугайний рослинний комплекс, ближче до передгір'їв — ефемерна рослинність. На схилах Ферганського та Чаткальського хребтів — ліси з волоського горіха, яблуні, аличі, глоду. В оазах — пірамідальна тополя, шовковиця, джида, платан (чинара), карагач (в'яз), волоський горіх, мигдаль, персик, абрикос, слива, яблуня, груша, айва, інжир, гранат. На зрошуваних землях росте виключно культурна рослинність.

### Фауна
Тваринний світ Ферганської долини порівняно бідний. Досить часто зустрічаються вухатий їжак, степова черепаха, ящірки, гризуни, рідко — вовк, лисиця, кабан, борсук, їжатець.
З птахів характерні орли, яструби, рожеві шпаки, удоди, жайворонки, афганські шпаки, горобці, сороки, ворони, солов'ї, іволги, горлиці, щурки, у заплаві Сирдар'ї — різні види качок, на схилах гір — гірські куріпки. З риб у річках звичайні сом, маринки, вусань, сазан. З павукоподібних зустрічаються скорпіони, тарантули, каракурти.

## Палеонтологія
На півдні долини, у відрогах Туркестанського хребта, знаходиться місцезнаходження скам'янілостей Madygen, в якому було виявлено понад 15 тисяч скам'янілостей тріасових рослин (ґінкгові, саговникові, папороті, Neocalamitaceae) і тварин (комахи, ракоподібні, риби, земноводні). Найчисленнішими є скам'янілості комах, серед яких — великий Gigatitan з викопного ряду Titanoptera з розмахом крил близько 40 см. Тут також були знайдені незвичайні маленькі плазуни — Longisquama з довгим спинним «вітрилом» і Sharovipteryx, що ширяли у повітрі за допомогою мембрани між задніми лапами.

## Корисні копалини
Родовища нафти, вугілля, залізних, мідних, поліметалічних руд, ртуть, сурми, сірки, кам'яної солі тощо.

## Адміністративний поділ
У 1911 році губернія була розділена на 5 округів, головними містами яких були Фергана, столиця губернії (8977 жителів у 1897 році); Андижан (49 682 у 1900 р.); Коканд (86 704 в 1900 р.); Наманган (61 906 в 1897); та Ош (37 397 в 1900); але Старий Маргелан (42 855 у 1900 р.) і Чуст (13 686 у 1897 р.) також були важливими містами.
Нині долина поділена між Узбекистаном, Киргизстаном та Таджикистаном. У Таджикистані це частина Согдійської області або вілаяту зі столицею в Худжанді. В Узбекистані воно поділено між Наманганською, Андижанською та Ферганською областями, тоді як у Киргизстані воно містить частини Баткенської, Джалал-Абадської та Ошської областей, причому Ош є головним містом для південної частини країни.

## Населення
Ферганська долина має найвищу щільність населення у Середній Азії. Центральну частину займають найбільш щільно населені області Узбекистану (Ферганська, Наманганська та Андижанська), периферійні частини — Джалал-Абадська, Ошська та Баткенська області Киргизстану та Согдійська область Таджикистану. У XVIII—XIX століттях долина була центром Кокандського ханства, пізніше, 1876, увійшла до складу Російської імперії (Ферганська область). Складаючи географічну та політичну цілісність протягом усієї своєї історії, регіон лише у 1920-ті був розділений між зазначеними країнами.

## Економіка
Переважна більшість населення зайнята у сільському господарстві. На зрошуваних землях зосереджено посіви бавовнику, рису, сади, виноградники, баштани, городи, в передгір'ях є богарні посіви зернових культур. Ділянки пустельних рівнин служать цілорічні пасовища, а адири з ефемерною рослинністю — весняними. Проте поява державних кордонів ускладнює транспортне сполучення.
Ферганська долина — великий район шовківництва з півторатисячолітньою історією виробництва шовку.

### Сільське господарство
Історично Ферганська долина була важливим пунктом перевалки на Шовковому шляху для товарів і людей, які подорожували з Китаю на Близький Схід та Європу. Перетнувши перевали з Кашгару у Сіньцзян, торговці знайшли б приємне полегшення в родючому достатку Фергани, а також можливість придбати подальший високоякісний шовк, виготовлений у Маргілані.
Найвідомішим експортом з регіону були «кровоносні» небесні коні, які захоплювали уяву китайців під час династії Хань, але насправді їх майже напевно розводили в Степу, або на захід від Бухари, або на північ від Ташкента, і просто привезли до Фергани для продажу. У XIX столітті велася значна торгівля з Росією: експортувалися бавовна-сирець, шовк-сирець, тютюн, шкури, овчини, фрукти, бавовняні та шкіряні вироби, імпортувалися і частково перероблялися промислові вироби, текстиль, чай і цукор. вивозили в Кашгарію і Бухару. Загальна торгівля Фергани досягла річної вартості майже 3,5 мільйона фунтів стерлінгів у 1911 році. Зараз вона потерпає через ту ж депресію, що впливає на всю торгівлю, яка походить або має проходити через Узбекистан. Єдиним значним міжнародним експортом є бавовна, хоча завод Daewoo в Андижані відправляє машини по всьому Узбекистану.

### Промисловість
Відомо, що у Ферганській долині є поклади вугілля, заліза, сірки, гіпсу, кам'яної солі і нафти, але тільки два останні видобувалися в значних кількостях. Наприкінці 19 століття у Фергані було кілька невеликих нафтових свердловин, але вони вже давно не працюють. У царський період єдиними промисловими підприємствами були близько сімдесяти-вісімдесяти фабрик, які займалися очищенням бавовни. Шкіра, шорно-сідельні вироби, папір і столові прилади були основними продуктами домашнього чи домашнього промислу. Це не було особливо доповнено в радянські часи, коли індустріалізація була зосереджена у таких великих містах, як Самарканд та Бухара.

## Транспорт
До кінця 19-го століття Фергана, як і всюди в Центральній Азії, залежала від верблюда, коня та віслюка для транспорту, а доріг було мало і погано. На початку 1870-х років росіяни побудували тракт або поштову дорогу, що зв'язувала Андижан, Коканд, Маргілан і Худжанд із Самаркандом і Ташкентом. Новий поштовх торгівлі дали продовження (1898 р.) Транскаспійської залізниці до Фергани аж до Андижана і відкриття в 1906 р. Оренбурзько-Ташкентської або Зааральської залізниці.
До радянських часів і будівництва Памірського шосе від Оша до Хорога в 1920-х роках шляхи в Кашгарію і Памір були звичайними вуздечковими стежками через гори, що перетинають їх високими перевалами. Наприклад, перевали Кара-Казик, 4389 м і Тенгіз-Бай 3413 м, обидва прохідні цілий рік, ведуть з Маргелана в Каратегін і Памір, а до Кашгара можна дістатися через Ош і Гульча, а потім через перевали Терек-Даван, 3720 м; (відкритий цілий рік), Талдик, 3505 м, Арчат, 3536 м, Шарт-Даван, 4267 м. Інші перевали, що ведуть з долини: Джіптик, 3798 м, південніше Коканда; Ісфайрам, 3657 м, що веде до долини Сурхаб, і Кавук, 3962 м, через Алайські гори.
Залізнична лінія Ангрен-Пап була завершена в 2016 році (разом з Камчикським тунелем), що дало регіону пряме залізничне сполучення з рештою Узбекистану.

## Топоніми Ферганської долини

### Зрошувальні канали
- Великий Ферганський канал
- Південний Ферганський канал
- Північний Ферганський канал

### Гори
- Туркестанський хребет
- Алайський хребет
- Курамінський хребет
- Чаткальський хребет
- Ферганський хребет
- Окбель
- Мехаутаук

### Річки
- Нарин
- Карадар'я
- Сирдар'я
- Сох
- Ісфара

### Міста
- Коканд
- Фергана
- Андижан
- Наманган
- Ош